# Gaetano Berretta
Gaetano Berretta, detto Dino (Quartu Sant'Elena, 14 aprile 1921 – 24 marzo 2014), è stato un politico italiano.
Fu deputato della Democrazia Cristiana nella IV Legislatura dal 1963 al 1968, nonché sindaco di Quartu Sant'Elena negli anni novanta.

## Biografia
Gaetano Berretta, meglio noto come Dino, nacque a Quartu Sant'Elena il 14 aprile del 1921 dal cancelliere Vincenzo e dalla maestra elementare Angelina Rosas; la famiglia si completa con la sorella Maria Teresa e col fratello Giannettino. Dino compie i primi studi a Quartu e le superiori (Liceo Classico Dettori e Liceo Siotto) a Cagliari. Sempre nel capoluogo sardo frequenta l'università nella facoltà di Medicina e Chirurgia conseguendo la laurea nel 1950.
Negli anni di università frequenta con una certa assiduità l'Azione Cattolica, nei locali del Circolo Ferrini, e fa parte del gruppo degli Esploratori con i quali partecipa al campeggio tenuto, nel 1947, nelle campagne di Collinas e tante furono le vicissitudini anche avventurose assieme al capo branco Enrico Perra, poi nominato cavaliere del Giglio. Fra le attività che si svolgevano nell'ambiente francescano quartese della chiesa di Sant'Antonio, in quel tempo non ancora parrocchia, Dino dà il suo contributo nelle file giovanili dei Terziari francescani.
Proprio nel salone attiguo all'edificio sacro, utilizzato dai giovani come circolo cattolico, si adopera per diverso tempo nell'allestimento degli spettacoli di prosa con una campagna di giovani che richiamano in quella sala tanti cittadini. Era il tempo in cui la televisione non era ancora conosciuta e uno degli svaghi familiari era appunto costituito dalle recite che le filodrammatiche parrocchiali di Sant'Antonio e di Sant'Elena mettevano in scena mensilmente la domenica. Nella storia di quelle rappresentazioni è rimasta famosa l'interpretazione che Dino Berretta riuscì a dare del personaggio di Giuda in un Cristus da tanti ancora ricordato.
Nel 1954 si sposa con la giovane Lidia Portas. Dal matrimonio nascono due figli: Vincenzo e Andreina. Immediatamente dopo la laurea svolge l'attività di medico generico e, nel 1951, dà le dimissioni da consigliere comunale per ricoprire la carica di Ufficiale Sanitario interino del Comune di Quartu, esercitando contemporaneamente la libera professione privata e mutualistica fino al 1958. Quindi abbandona definitivamente la libera professione poiché diventa titolare, quale vincitore di concorso, dell incarico di Ufficiale Sanitario presso il Comune di Quartu (che terrà sino al 1979).
Durante questo periodo per oltre sei anni è Presidente della Commissione Invalidi Civili, e fa parte di diritto della Commissione Edilizia comunale. Dal 1980 al 1986, è Primario Dirigente e Coordinatore Sanitario della U.S.L 22 - Unità Sanitaria Locale - che comprende Quartu e altri nove comuni. Nel 1986 si colloca in pensione.

## Attività politica
Già dal 1948, come precedentemente accennato, Berretta aveva intrapreso l'attività politica in seno alla Democrazia Cristiana. Candidato in quell'anno alle elezioni comunali, risultò eletto col maggior numero di preferenze. In questo Partito, alla fine del 1951, diventa segretario comunale, carica questa che terrà fino al 1968. Per le elezioni provinciali nel 1952 si candida sempre con le liste dello Scudo Crociato e viene eletto Consigliere nel Collegio di Quartu che comprende anche i centri abitati di Muravera e Villasimius. In questa sua prima legislatura, durante il quadriennio stabilito dalla legge per la durata dell'Amministrazione provinciale, viene scelto come assessore all'Igiene e Sanità.
Nel 1956 si candida nuovamente, ancora nelle file della DC, nello stesso collegio e viene rieletto: nell'amministrazione provinciaale viene confermato assessore all'Ospedale Psichiatrico e del Brefotrofio di Cagliari. A fine mandato non si ricandida e, nel 1961, apre a Solanas un Ospedale Psichiatrico convenzionato con l'Amministrazione Provinciale che rimarrà aperto per tre anni.
Segretario Provinciale della Democrazia Cristiana, alle elezioni politiche del 1963 viene eletto deputato nazionale: fece parte della Commissione Igiene e Sanità della Camera dei deputati per l'intero quinquennio e fu relatore di numerose proposte di legge. Con questa elezione Berretta diventa il primo deputato quartese eletto al Parlamento italiano, avendo ottenuto circa 60.000 voti in tutta la Sardegna.
Nel 1968, allo scadere del mandato parlamentare, è in contestazione con i dirigenti della sede Provinciale della Balena Bianca: presenta quindi una lista di candidati alle elezioni cittadine in contrapposizione a quella della Democrazia Cristiana fondando il raggruppamento "Scudo di Quartu", col quale riesce ad eleggere quattro consiglieri comunali che vengono confermati nella tornata elettorale successiva.
Col suo gruppo aderisce nel 1975 al Partito Socialdemocratico Italiano; il PSDI lo candida alle elezioni per il Parlamento alle elezioni politiche del 1976, ma risultò il secondo dei non eletti. Rientrato nella Democrazia Cristiana nel 1979, propriò in quell'anno subì - durante un'assemblea di Partito all'interno della Sezione di via Parrocchia - un pericoloso attentato: il proiettile della pistola di uno sconsiderato gli forò il collo fermandosi tra la carotide e la giugulare: Beretta poté sopravvivere e alcuni gridarono al miracolo.
Nel 1988 viene candidato alle elezioni comunali della città. Viene eletto e chiamato a ricoprire in Giunta la carica di assessore alla Pubblica Istruzione e allo Sport. Nello stesso quinquennio l'amministrazione entra in crisi e proprio Berretta viene eletto sindaco di Quartu: in questa veste coordinò l'attività comunale per circa due anni poi salvo poi dimettersi e ritirarsi a vita privata nella primavera del 1993 a causa delle sue non perfette condizioni di salute,

## Attività varie
Nel 1960 viene nominato Commissario Straordinario presso il Consorzio di Bonifica di Flumini di Quartu e, successivamente, eletto presidente dell'omonimo Consiglio di Amministrazione. Dal 1981 al 1983 è presidente dell'Ente Lirico e Conservatorio di Cagliari. Durante l'ultimo periodo del suo assessorato presso l'Amministrazione Provinciale di Cagliari, nel 1959, si rende conto delle enormi difficoltà in cui era costretta ad operare quell'Amministrazione per il ricovero dei malati di mente (a causa dell'insufficienza dei locali): i degenti del Manicomio provinciale, infatti, superavano abbondantemente le tremila unità fra uomini e donne, pertanto nelle strutture manicomiali di Cagliari vi era un sovraffollamento ingente (moltissimi degenti erano alloggiati nei corridoi). Creare una struttura ospedaliera era un compito arduo e Berretta sfruttò il momento propizio pere tentarne la realizzazione.
Il medico individuò, per la creazione di questo ancora ipotetico nosocomio che pian piano nella sua mente acquistava una fisionomia sempre più reale, l'edificio dei Salesiani di Solanas. Interpellati in proposito i proprietari e ricevuto il loro assenso, pensò immediatamente agli opportuni adattamenti che sarebbero stati necessari per rendere la struttura perfettamente funzionante. Tuttavia, Beretta trasse dall'esperienza anche dei momenti di sconforto: ebbe infatti a dichiarare «Come capitano di lungo corso avrei tante vicende da raccontare: tra l'altro la questione dell'Ospedale di Solanas, per la quale ho subito momenti di vero sconforto con forti amarezze, anche da parte di coloro che credevo amici. L'invidia è un sentimento deprecabile che si annida nascosto tra le pieghe dell'animo umano».
Dopo tre anni, la convenzione con l'Amministrazione provinciale non venne rinnovata e circa duecento malati in sovrappiù dell'ospedale di Cagliari presero la via del mare (con le relative risorse sarde) e cercarono alloggio negli ospedali psichiatrici di Castiglione delle Stiviere e di Aversa.